# Vélodrome Amédée Détraux
Das Vélodrome Amédée Détraux ist eine Radrennbahn in Baie-Mahault im französischen Übersee-Département Guadeloupe.
Die Radrennbahn ist 333,33 Meter lang, der Belag ist aus Beton. Damit ist sie die größte Radrennbahn auf den Antillen und mit einem Fassungsvermögen von 9000 Zuschauern das größte Stadion in Guadeloupe.
Die Bahn wurde 1991 erbaut und hieß zunächst  Vélodrome de Gourde-Liane, nach dem Stadtteil, wo sie sich befindet. Nach einer Renovierung vor der Austragung der französischen Meisterschaften im Bahnradsport wurde sie 2009 wiedereröffnet und nach einem lokalen Radsportstar in Vélodrome Amédée Détraux umbenannt. Détraux (1949–2009) hatte sich für den Bau der Bahn und den Radsport in Guadeloupe  engagiert und die Association pour la promotion du cyclisme Antillais (APROCA) gegründet.